# Eytan Stibbe
Eytan Meir Stibbe (Haifa, 12 de janeiro de 1958), é um ex-piloto de caça israelense, ás da aviação, empreendedor e turista espacial.
Em novembro de 2020 ele assinou um contrato com a Axiom Space para participar de uma missão de dez dias na ISS pela Crew Dragon, Axiom Mission 1, um voo orbital particular.

## Carreira militar
Em julho de 1976 ele iniciou o curso de treinamento para piloto de caça da Força Aérea Israelense. Ele primeiro serviu como um piloto do Skyhawk nos Esquadrões 102 e 140, para então ir ao Esquadrão 201 (Phantoms) e continuou até tornar-se um piloto de F-16 no Esquadrão 117. Durante sua permanência na força aérea ele foi colocado no Esquadrão 117 [en], onde voou alguns F-16 sob comando do Coronel Ilan Ramon, que viria a tornar-se o primeiro israelense a voar ao espaço pela STS-107.

## Voo espacial

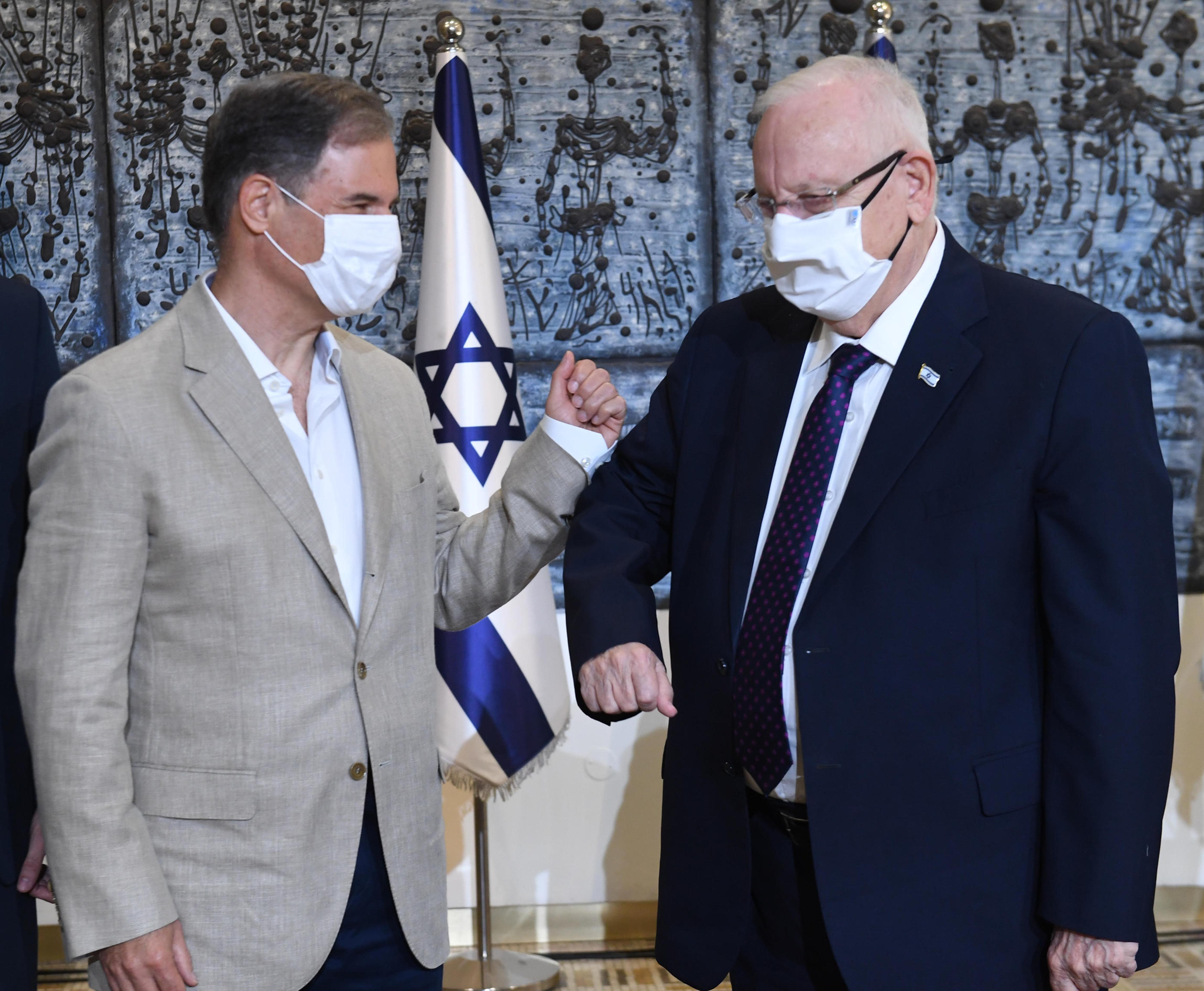
Evento que anunciou Eytan Stibbe, que será o segundo israelense no espaço, ao lado do Presidente de Israel Reuven Rivlin, novembro de 2020

Em nome da Fundação Ramon, Eytan Stibbe se tornou o segundo israelense no espaço, assim sendo um dos pioneiros da indústria espacial comercial. A maior parte de seu tempo na missão será dedicado à condução de experimentos educacionais. Ele foi lançado na Axiom Mission 1 como um turista espacial em 2022. Ele se tornou o segundo israelense no espaço, após Ilan Ramon, que faleceu no desastre do Columbia, quando retornava do espaço.
Sua missão é chamada de Missão Rakia [he], que é o nome do livro publicado com os fragmentos do diário de Ilan Ramon, que sobreviveram ao desastre do Columbia. Eytan Stibbe foi acompanhado e demonstrou diversas tecnologias de Israel durante a missão, junto de uma vestimenta de proteção contra a radiação, Astrorad, produzida pela StemRad [en].